# Cruise de Motor City
Le Cruise de Motor City (Motor City Cruise en anglais) est une équipe de la NBA Gatorade League, ligue américaine mineure de basket-ball créée et dirigée par la NBA. L'équipe est domiciliée à Détroit dans le Michigan. L'équipe appartenait originellement à la American Basketball Association.

## Historique

### Le Jam de Long Beach

Long Beach Jam logo.

C’est le 6 juin 2003 que le président Steve Chase annonce que le Jam de Long Beach va commencer à jouer en ABA à la Long Beach State's Pyramid. Son objectif premier est de nouer des relations avec des équipes japonaises afin d’attirer leurs meilleurs joueurs.
Le premier entraîneur est bien connu, Paul Westhead. Il ne reste cependant pas longtemps, car dès le 1er décembre il s’en va pour devenir assistant au Magic d'Orlando.
Lors de sa première saison 2003-2004, l’équipe parvient à signer plusieurs joueurs connus, comme Matt Barnes, Dennis Rodman, Yuta Tabuse ou Corey Gaines. Les débuts sont donc tonitruants, et après 5 rencontres la formation est toujours invaincue et inscrit près de 135 points par match, menée par l'entraîneur Earl Cureton. Geno Carlisle est le meilleur marqueur avec 28,2 points, suivi de Barnes et Jack Hartman,.
Après une dernière victoire 154 à 117, ils terminent la saison régulière en tête de la ligue, avec 23 succès pour 7 revers. Ils poursuivent ensuite en playoffs jusqu’à la finale qui se dispute à la maison devant 3174 spectateurs. Face aux Knights de Kansas City, il faut 14 rebonds de Rodman, mais surtout 30 points de Derrick Dial, dont un panier à trois points peu avant le buzzer pour remporter le titre, 126 à 123.
Pour conclure ce festival les récompenses tombent. Steve Chase est nommé manager de l’année, Earl Cureton meilleur coach, Derrick Dial meilleur attaquant, et Juaquin Hawkins meilleur défenseur. Seuls les titres de meilleur joueur (Joe Crispin) et exécutif de l’année leur échappent.
La saison régulière 2004-2005 est à peine plus compliquée, car de bons joueurs comme Denis Rodman ou Derrick Dial sont de retour. L'entraîneur pour la première partie de saison est aussi bien connu, Nate Archibald. Il reste jusqu’en décembre, remplacé alors par Corey Gaines,. Le Jam remporte 23 de ses 30 matchs, et se qualifie à nouveau pour les playoffs. Mais cette fois ils ne peuvent aller au bout. Le 10 mars, les Snowbears de l’Utah les sortent 130 à 115, portés par les 42 unités de Harold Arceneaux. Dommage pour le Jam, car après cette rencontre Utah jette l’éponge, mettant fin à l’unique exercice de l’histoire de la franchise,,.
Le 9 juin 2005, l’aventure ABA est terminée pour Long Beach, considérant que la stratégie adoptée par la ligne n’est pas compatible avec les ambitions du Jam. Ils décident donc de changer de championnat pour accompagner la montée en puissance de la NBDL.

### Le Jam de Bakersfield

Bakersfield Jam logo 2005-2007

Bakersfield Jam logo 2007-2015

Après une année sans jouer, le Jam est de retour en NBDL, à Bakersfield et doit jouer à la Rabobank Arena. Les grandes stars ne sont plus là, et le 13 juin 2006 Jim Harrick est nommé entraîneur. Il fait ses débuts dans le monde professionnel, après 20 années passées au niveau universitaire. C’est donc logiquement plus compliqué pour l’équipe, qui ne remporte que 38 % de ses rencontres. Kevinn Pinkney et Scooter McFadgon sont les joueurs les plus en vue, avec 18,6 points, le premier ajoutant 7,2 rebonds.
À la fin de cette première année, la franchise fait un sondage auprès de ses fans, pour savoir si je nom « Jam » est conservé, ou s’ils préfèrent les Roughnecks, Desperados, ou Oilers. Avec plus de 68 % des voix, le Jam est plébiscité.
Le 28 décembre 2007, Jim Harrick démissionne pour raisons personnelles. C’est son assistant Sean Rooks qui prend la suite. Moment compliqué pour le nouvel entraîneur car son équipe squatte le fond du classement. Les meilleurs joueurs ne font que des passages, et sur les cinq plus gros scoreurs seul Andre Barrett dispute 30 matchs, pour 18,9 points de moyenne. Avec 11 victoires pour 39 défaites, les playoffs sont loin.
Pour 2008-2009, c’est au tour de Scott Roth de mener les troupes. Et du fait des affiliations, les médias s’attendent à ce que Bakersfield souffre une nouvelle fois. Finalement Roth bénéficie d’un roster qui bouge un peu moins, avec Trey Johnson en fer de lance, 20,7 points. Le Jam s’en sort mieux que prévu, et remporte plus de la moitié de ses matchs. Cela leur permet de se qualifier une première fois en playoffs, mais ils sont éliminés dès le premier tour par le Flash de l'Utah.
Dans le courant du printemps, le Jam semble en fin de vie. Mais le 17 juin son propriétaire Stan Ellis se veut rassurant. Avec un nouveau business modèle, l’équipe doit finalement être de retour à l’automne 2009. Cela ne semble pourtant pas gagné d’avance, car le site internet de la D-League ne mentionne plus le Jam dans la liste de ses équipes. La nouvelle politique consiste en fait à jouer au Dignity Health Event Center, une toute petite salle, et d’augmenter largement le prix des places, et les rentrées d’argent.
Exit Scott Roth le 1er juillet 2009, et un mois plus tard, Will Voigt est désigné comme étant son remplaçant. Il reste en place quatre saisons, et après un premier exercice difficile, il permet à Bakersfield d’atteindre les playoffs lors des trois saisons suivantes.
En 2012, le retour de Renaldo Major et de Brian Butch aide à la cohésion, tandis que Jerel McNeal apporte au scoring avec 18,1 points et 5,5 passes décisives. Avec 56 % de succès, ils gagnent le droit d’allonger un peu la saison. Ils passent d’abord les Wizards du Dakota 2 à 0 lors du premier tour, avant de tomber contre les D-Fenders de Los Angeles, là aussi 2 à 0.
Chaque année, ils augmentent leur nombre de victoires, pour en remporter 72 % lors de la saison 2012-2013. Malheureusement Austin les élimine dès le premier tour des playoffs.
En mai 2014, les Suns de Phoenix annoncent entrer dans une affiliation unique avec le Jam. Les propriétaires restent les mêmes, tandis que la franchise NBA s’occupe du sportif. Pour cela, ils nomment Nate Bjorkgren comme entraîneur, qui a déjà réussi à conduire quatre équipe D-League à plus de 60 % de victoires,. À Baksersfield, il boucle la saison régulière avec 34 succès pour 16 revers, soit 68 % de réussite. En playoffs, l'équipe est éliminée dès le premier tour par les Spurs d’Austin.
Pour 2015-2016, Chris Jent est nommé entraîneur principal. Il arrive des Kings de Sacramento, où il était l’assistant de Michael Malone. Il s’appuie beaucoup sur Xavier Munford, qui passe près de 34 minutes par rencontre sur le parquet pour 20,4 points et 6,4 passes décisives de moyenne. L’exercice n’est cependant pas réussi, car ils terminent la saison avec seulement 44 % de victoires, et ne se qualifient pas pour les playoffs. Petit fait à signaler, une rencontre gagnée par forfait face aux Bighorns de Reno, pour utilisation d’un joueur inéligible le 16 février 2016.

### Les Suns de Northern Arizona

Northern Arizona Suns logo.

Le 12 avril 2016 est annoncé le rachat du Jam de Baksersfield par les Suns de Phoenix. L’équipe déménage et change de nom par la même occasion. Elle devient les Suns de Northern Arizona, et prévoit de jouer à la Prescott Valley Event Center, une salle de 5100 places. Un mois plus tard, le logo et les maillots sont dévoilés. Ils sont largement inspirés de la charte graphique de la franchise mère. Le 15 août, Tyrone Ellis est nommé entraîneur. Ce n’est pas un inconnu car il était assistant au Jam l’année précédente.
La saison 2016-2017 commence sur les chapeaux de roues, car ils remportent dix de leur onze premiers matchs. Ils enchaînent sur 9 revers de suite. Il faut une belle semaine de Johnny O'Bryant III, nommé meilleur joueur de la semaine du 9 au 15 janvier 2017, pour redresser un peu la tête,,. Ils ne parviennent cependant jamais à retrouver un bon rythme, et finissent à 45 % de succès, hors des playoffs.
La saison d’après ne commence pas forcément au mieux car Tyronne Ellis est appelé aux Suns en plein camp d’entraînement et est remplacé par Cody Toppert, assistant aux Vipers de Rio Grande Valley les deux années précédentes,. Emmenés par Josh Gray (19,4 points) et Xavier Silas (18,4), ils obtiennent des résultats similaires à l’année d’avant, et ne se qualifient pas non plus pour les playoffs.
Avant 2018-2019, Toppert est à son tour appelé par les Suns de Phoenix, et c’est Bret Burchard qui est choisi comme nouvel entraîneur de l’équipe de Prescott Valley,. Cette saison les résultats sont encore plus catastrophiques que les précédentes. Ils connaissent ainsi la plus longue série de défaites de l’histoire de la franchise. Il faut 22 points et 8 rebonds de Hollis Thompson pour mettre un terme à une série de 14 revers consécutifs, portant le bilan de l’équipe à 4 victoires pour 24 défaites. Au rayon du positif, le 13 février 2019 Aaron Epps prend 18 rebonds lors d’un succès contre les Vipers de Rio Grande Valley, plus haut total de l’histoire de l’équipe. Ils terminent la saison avec 24 % de victoires, derniers au classement.
Bret Burchard est de retour pour l’exercice 2019-2020, et si après cinq rencontres le bilan est équilibré, la suite est beaucoup plus compliquée. Avec un Jared Harper à 20,2 points de moyenne, ils ne remportent que 19 % des matchs disputés. En mars, la saison est suspendue à cause de la pandémie de COVID-19 alors qu’ils n’ont gagné que 8 rencontres, pour 34 défaites.
La COVID a aussi d'autres effets que simplement terminer prématurément la saison, car le 08 juillet 2020 les Suns annoncent qu'ils vont quitter Prescott Valley. Ils profitent de l'opportunité pour revenir sur Phoenix, et ainsi éviter d'avoir 140 kilomètres entre l'équipe et sa franchise mère.
Ce rapprochement ne devrait cependant pas durer longtemps. Le 29 juillet 2020, les Pistons de Détroit annoncent avoir racheté les Suns de Northern Arizona.
Détroit était à la recherche d'une nouvelle équipe affiliée à la suite du refus du Drive de Grand Rapids de déménager dans la même ville que les Pistons. C'est donc la formation de l'Arizona qui viendra pour s'installer à l'université de Wayne State.
Ces changements s'appliqueront à l'issue de la saison 2020-2021, les affiliations des Suns de Phoenix et des Pistons de Détroit restent inchangées d'ici là.

### Logos

Logo du Jam de Long Beach (2003-2005)
Logo du Jam de Bakersfield (2005-2007)
Logo du Jam de Bakersfield (2007-2016)
Logo des Suns de Northern Arizona (2016-2021)
Logo du Cruise de Motor City (Depuis 2021)

## Résultats sportifs
| Palmarès du Jam de Long Beach (ABA)                           |
| - NBA Gatorade League - 1 participation - Champion : 1 (2004) |
| Palmarès du Jam de Bakersfield                                |
| - NBA Gatorade League - 10 participations - Néant             |
| Palmarès des Suns de Northern Arizona                         |
| - NBA Gatorade League - 3 participations - Néant              |

### Saison par saison
| Jam de Long Beach (ABA)   |                           |                           |              |              |              |                 |              |
| 2003–2004                 | -                         | 1er                       | 24           | 7            | .774         | Champion        |              |
| 2004–2005                 | Red                       | 2e                        | 18           | 10           | .643         | Demi-finale     |              |
| 2005–06                   | N'a pas joué              | N'a pas joué              | N'a pas joué | N'a pas joué | N'a pas joué | N'a pas joué    | N'a pas joué |
| Jam de Bakersfield        |                           |                           |              |              |              |                 |              |
| 2006–2007                 | Western                   | 6e                        | 19           | 31           | .380         | Désir d'ors-off |              |
| 2007–2008                 | Western                   | 5e                        | 11           | 39           | .220         | Désir d'ors-off |              |
| 2008–2009                 | Western                   | 3e                        | 26           | 24           | .520         | 1er tour        |              |
| 2009–2010                 | Western                   | 8e                        | 17           | 33           | .340         | Désir d'ors-off |              |
| 2010–2011                 | Western                   | 4e                        | 29           | 21           | .580         | 1er tour        |              |
| 2011–2012                 | Western                   | 3e                        | 28           | 22           | .560         | Demi-finale     |              |
| 2012–2013                 | Western                   | 1er                       | 36           | 14           | .720         | 1er tour        |              |
| 2013–2014                 | Western                   | 5e                        | 24           | 26           | .480         | Désir d'ors-off |              |
| 2014–2015                 | Western                   | 2e                        | 34           | 16           | .680         | 1er tour        |              |
| 2015–2016                 | Pacific                   | 3e                        | 22           | 28           | .440         | Désir d'ors-off |              |
| Suns de Northern Arizona  |                           |                           |              |              |              |                 |              |
| 2016–2017                 | Pacific                   | 3e                        | 22           | 28           | .440         | Désir d'ors-off |              |
| 2017–2018                 | Pacific                   | 4e                        | 23           | 27           | .460         | Désir d'ors-off |              |
| 2018–2019                 | Pacific                   | 5e                        | 12           | 38           | .240         | Désir d'ors-off |              |
| Bilan en saison régulière | Bilan en saison régulière | Bilan en saison régulière | 345          | 364          | .487         |                 |              |
| Bilan en Playoffs         | Bilan en Playoffs         | Bilan en Playoffs         | 6            | 10           | .375         |                 |              |

## Personnalités et joueurs du club

### Entraîneurs successifs
Le tableau suivant présente la liste des entraîneurs du club depuis 2003.
| #                        | Entraîneur         | Période   | Saison régulière | Saison régulière | Saison régulière | Saison régulière | Playoffs | Playoffs | Playoffs | Playoffs | Récompenses |
| #                        | Entraîneur         | Période   | M                | V                | D                | %                | M        | V        | D        | %        | Récompenses |
| ------------------------ | ------------------ | --------- | ---------------- | ---------------- | ---------------- | ---------------- | -------- | -------- | -------- | -------- | ----------- |
| Jam de Long Beach (ABA)  |                    |           |                  |                  |                  |                  |          |          |          |          |             |
| 1                        | Paul Westhead      | 2003      | 1                | 1                | 0                | 1.00             | -        | -        | -        | -        |             |
| 2                        | Earl Cureton       | 2003–2004 | 30               | 23               | 7                | .767             | 1        | 1        | 0        | 1.00     |             |
| 3                        | Nate Archibald     | 2004–2005 | 14               | 8                | 6                | .571             | -        | -        | -        | -        |             |
| 4                        | Corey Gaines       | 2005      | 14               | 10               | 4                | .714             | 2        | 1        | 1        | .500     |             |
| Jam de Bakersfield       |                    |           |                  |                  |                  |                  |          |          |          |          |             |
| 5                        | Jim Harrick (en)   | 2006–2007 | 68               | 22               | 46               | .324             | -        | -        | -        | -        |             |
| 6                        | Sean Rooks         | 2007–2008 | 32               | 8                | 24               | .250             | -        | -        | -        | -        |             |
| 7                        | Scott Roth         | 2008–2009 | 50               | 26               | 24               | .520             | 1        | 0        | 1        | .000     |             |
| 8                        | Will Voigt         | 2009–2014 | 250              | 134              | 116              | .536             | 9        | 3        | 6        | .333     |             |
| 9                        | Nate Bjorkgren     | 2014–2015 | 50               | 34               | 16               | .680             | 3        | 1        | 2        | .333     |             |
| 10                       | Chris Jent         | 2015–2016 | 50               | 22               | 28               | .440             | -        | -        | -        | -        |             |
| Suns de Northern Arizona |                    |           |                  |                  |                  |                  |          |          |          |          |             |
| 11                       | Tyrone Ellis (en)  | 2016–2017 | 50               | 22               | 28               | .440             | -        | -        | -        | -        |             |
| 12                       | Cody Toppert (en)  | 2017–2018 | 50               | 23               | 27               | .460             | -        | -        | -        | -        |             |
| 13                       | Bret Burchard (en) | 2018–     | 50               | 12               | 38               | .240             | -        | -        | -        | -        |             |

### Joueurs célèbres ou marquants
- Rudy Gobert
- Amara Sy
- Derrick Jones Jr.
- Tyler Ulis
- Alan Williams
- Chris McCullough
- Johnny O'Bryant III
- DerMarr Johnson
- Dennis Rodman
- Jeremy Hazell
- DeMarcus Nelson
- Ramel Curry
- Will Daniels
- Dwight Buycks
- Jared Newson
- Richard Hendrix
- Kosta Perović
- Yuta Tabuse